# ساموئل لانداور
ساموئل لانداور (آلمانی: Samuel Landauer؛ ۲۲ فوریهٔ ۱۸۴۶ – ۱۸ فوریهٔ ۱۹۳۷) کتابدار اهل آلمان بود. او تحصیلات خود را در آیزن‌اشتات (مجارستان)، دبیرستان ماینز و دانشگاه لایپزیگ، استراسبورگ و مونیخ (دکتری ۱۸۷۲) انجام داد. در سال ۱۸۷۵، سخنران خارجی زبان‌های سامی در دانشگاه استراسبورگ شد، و در سال ۱۸۸۴ به عنوان کتابدار در آنجا منصوب شد. در سال ۱۸۹۴، عنوان «استاد» را دریافت کرد.